# Konstandinos Petru Kavafis
Konstandinos Petru Kavafis (grec: Κωνσταντίνος Πέτρου Καβάφης, transliterat també com a Cavafis, Cavafy o Kavaphes) (Alexandria, Egipte, 29 d'abril de 1863 - 29 d'abril de 1933) va ser un poeta en llengua grega, una de les figures literàries més importants del segle xx i un dels majors exponents del renaixement de la llengua grega moderna.
Va treballar com a periodista i com a funcionari, i va publicar relativament poc en vida, tot i que després de la seva mort la seva obra va cobrar gradualment influència.
La seva obra poètica és escassa, però única pel seu to. Hi revela un pessimisme i un sentiment tràgic davant la vida que se salven només per l'evocació tèrbola i constant dels amors prohibits i de la voluptat que ofereixen a qui —segons el poeta— gosa gaudir-ne. També hi sobresurt la mitificació de la ciutat d'Alexandria, últim testimoniatge d'un hel·lenisme que s'enfonsa sense que la nissaga grega, hereva també del gloriós passat romà d'Orient, pugui evitar-ho.
La seva atípica temàtica, fortament urbana i introspectiva, i sense embuts sobre l'orientació homosexual del poeta, van demorar la seva acceptació, tot i que a partir dels 1960s va esdevenir una icona gai.

## Biografia
Kavafis va néixer a Alexandria, Egipte, on el seu pare era un ric comerciant. Després de la seva mort, el 1870, la família va haver d'emigrar a Liverpool. Va tornar a Alexandria l'any 1882.
Amb el començament d'uns disturbis el 1885, la família va haver de mudar-se de nou, aquesta vegada a Istanbul. Quan Kavafis va tornar a Alexandria, ho faria per a quedar-s'hi la resta de la seva vida. Al principi va treballar com a periodista, i després en el Ministeri Egipci d'Obres Públiques, durant trenta anys. Entre 1891 i 1904 va publicar la seva poesia, amb poc d'èxit.
Després de la seva mort, d'un càncer de laringe, la reputació de Kavafis va augmentar, passant a ser considerat un dels millors poetes grecs moderns. Edward Morgan Forster el va conèixer personalment i va escriure una memòria d'ell, continguda al seu llibre Alexandria. Forster, Arnold Joseph Toynbee i T. S. Eliot van ser uns dels primers promotors de Kavafis al món de parla anglesa abans de la Segona Guerra Mundial.

## Obra

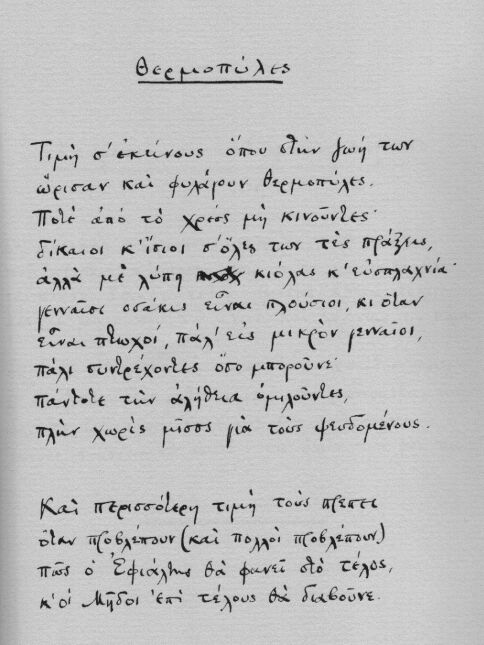
Manuscrit del seu poema "Termòpiles" ("Θερμοπύλες").

L'obra de Kavafis, des d'uns inicis alimentats per la lectura de parnassians i simbolistes francesos, és madura, exigent, habitada per una refinada cultura grecollatina i una subjacent ironia. A més dels seus temes, poc convencionals per a l'època, els seus poemes també mostren una artesania hàbil i versàtil, extremadament difícil de traduir.
Obra corregida sense cessar fins a la perfecció (alguns poemes van ser elaborats per espai de deu anys), consta de cent cinquanta-quatre poemes que va considerar acabats i formen l'edició canònica, sense comptar un cert grup d'altres composicions que, al seu judici, no havien trobat encara la seva forma definitiva.
Interessat per la història, Kavafis va compondre amb freqüència poemes no sobre grans moments històrics, sinó sobre les decadències que els seguien, com el famós Esperant els bàrbars, El Déu abandona Antoni o Ítaca, algunes de les frases dels quals han passat a ser proverbials.
També són molt llegits avui els seus poemes homoeròtics, que canten les excel·lències sensuals de l'amor furtiu, com Recorda, cos... Els millors poemes de Kavafis concentren l'experiència humana d'una manera intemporal i, per això, ha influït notablement en autors de la poesia de l'experiència, com Luis Cernuda o Jaime Gil de Biedma. Les seves peces històriques més inspirades pinten amb gran força quadres realistes i decadents d'un passat poc conegut i certament fascinant: l'Orient hel·lènic, des de l'antiguitat fins al present, els regnes grecs postalexandrins, la subjecció a Roma, l'Imperi Romà d'Orient, l'ascens del cristianisme i la convivència del pagà i el cristià. Demostra que, com creien els grecs, la història és cíclica, i insufla els sentiments de la nostàlgia i de la por d'allò desconegut en les seves evocacions. Posseeix el secret de recrear l'atmosfera quotidiana dels temps ja passats.
En els seus poemes homoeròtics, apunta la flaquesa i la debilitat que ens aguaita en els pitjors moments, l'atracció sexual intensament física lligada moltes vegades al cristià sentiment de culpa i la impotència davant el pas del temps.
L'estil de Kavafis defuig conscientment la retòrica, però mostra un distanciament greu i intel·ligent, solemne i irònic alhora. Pels seus poemes, desfilen joves xaperos ingenus i desitjables, personatges històrics contemplats en els seus moments de major humanitat, gents anònimes del carrer i objectes vulgars i corrents que d'antuvi adquireixen un profund valor simbòlic, com per exemple els ciris encesos i apagats que representen el curs de la vida.

## Traduccions al català
- Carles Riba - 1962 (i 1977): Riba, Carles. Poemes de Kavafis. Nota preliminar de Joan Triadú. Il·lustracions de Josep Maria Subirachs.  Barcelona: Editorial Teide, 1962. Reeditat a: Kavafis, Konstandinos P. Poemes. Traduïts i anotats per Carles Riba.  Barcelona: Curial, 1977. ISBN 8472561321.
- Joan Ferraté - 1972: Ferraté, Joan «Quatre poemes de C.P. Cavafis». Serra d'Or, núm. 156, 9-1970, pàg. 42.
- Alexis E. Solà - 1973: Solà, Alexis E. «Una versió catalana de trenta poemes de K. Kavafis». In memoriam Carles Riba (1959 - 1969) [Barcelona], Ariel, 1973, pàg. 377-389.
- Joan Ferraté - 1975: Ferraté, Joan. Vuitanta-quatre poemes de Cavafis.  Barcelona: Edicions 62, 1975. ISBN 8429710973.
- Alexis E. Solà - 1975: Kavafis, Konstandinos P. Poemes. Traduïts i anotats per Alexis E. Solà.  Barcelona: Curial, 1975. ISBN 8472560589.
- Joan Ferraté - 1976: Ferraté, Joan. Tretze de l'arxiu de Kavafis i altres coses.  Barcelona: Edicions 62, 1976.
- Joan Ferraté - 1978 (i 1987): Ferraté, Joan. Les poesies de C.P. Cavafis.  Barcelona: La Gaia Ciència, 1978. Reeditat a: Ferraté, Joan. Les poesies de C.P. Cavafis.  Barcelona: Quaderns Crema, 1987. ISBN 8485724991.
- Antoni Avellà / Bartomeu Garcés - 1998: Cavafis, C. Poemes ocults, renegats i incomplets. Traduïts del grec per Antoni Avellà Mestre i Bartomeu Garcés i Ferrà.  Palma (Mallorca): Lleonard Muntaner, editor, 1998. ISBN 9788488946638.
- Alexis E. Solà - 2008: Kavafis, K.P.. Una simfonia inacabada. Traducció i notes d'Alexis Eudald Solà.  Barcelona: Viena Edicions, 2008. ISBN 9788483304921.
- Eusebi Ayensa - 2011: Kavafis, Konstandinos P. Esborranys i poemes inacabats. Pròleg, traducció i notes d'Eusebi Ayensa i Prat.  Vic: Cafè Central/Eumo Editorial, 2011. ISBN 9788497663977.
- Antologia - 2013 :  Edició de: Vicente Fernández González. Introducció de Vicente Fernández González i Joaquim Gestí. Pròlegs de Luis Alberto de Cuenca i Francesc Parcerisas. Málaga - Cavafis - Barcelona. Antologia de les primeres traduccions catalanes i castellanes de la poesia de K.P. Kavafis i selecció de versions posteriors.  Málaga: Fundación Málaga, 2013. ISBN 9788461670987.

### La traducció de Carles Riba
Sobre les primeres traduccions de Carles Riba, segons una carta escrita per Gabriel Ferrater fou precisament ell qui li donà a conèixer Kavafis per primer cop, a través de les traduccions de Marguerite Yourcenar publicades en diverses revistes. És més, fou a partir d'això que Carles Riba es dedicà a l'estudi del grec modern que fins aleshores controlava molt poc. Com expressa Carles Miralles, "Sincerament, no em sé estar de preguntar-me si Riba hauria realitzat mai el seu reeixit intent de traslladar alguns poemes de Kavafis sense l'entusiasme de Gabriel Ferrater". Cal matisar, no obstant, que de les recerques del neohel·lenista català Eusebi Ayensa en la correspondència entre Carles Riba i l'escriptora grega Julia Iatridis, resulta que Riba ja coneixia Kavafis des de l'any 1954, dos anys abans que Ferrater li facilités la traducció de Yourcenar.
Del llibre resultant, Alexis Solà en destaca el fet que "n'havien estat suprimides deliberadament unes molt determinades «zones del món eròtic»". En paraules de Joan Fuster, "La tria que Riba havia projectat, entre els textos de Kavafis, era incompleta i notòriament parcial, per raons i escrúpols ben respectables i no literaris". Malgrat això, sí que apareixen en la selecció alguns dels poemes eròtics de l'autor. Concretament, els que es poden considerar més atenuats i menys explícitament homosexuals, com ara Recorda, cos..., Torna, Hi vaig anar, Jura, etc. A propòsit d'això, en opinió d'Alexis E. Solà, és remarcable que manquen també els poemes més desesperançats, nihilistes i pessimistes. Per altra banda, pel que fa a l'homosexualitat i l'erotisme, Riba no condemnà mai explícitament la moral de Kavafis, a diferència d'altres traductors en altres llengües, com Yourcenar i Filippo Maria Pontani.
En referència a la qualitat de la traducció de Riba, Alexis Solà escriu que "és un model d'exactitud, de precisió i de justesa", i Miquel Dolç afirma que "Carles Riba va saber realitzar aquell principi que sempre hem sostingut des de la càtedra: la traducció més literària, àdhuc la més poètica, és alhora la més literal. Només així podem aspirar a la traducció perfecta. Per a assolir-la Carles Riba se serveix d'uns factors bàsics, immutables, sempre difícils: la rigorosa economia verbal, la fidelitat a la col·locació original de les frases i de les paraules, la reproducció del to, dels elements expressius i de la personal i intocable substància del model, el respecte al color i a la fesomia del moment històric, la realitat de la paraula viva". Així doncs, la traducció de Riba contrasta amb el resultat d'altres traduccions franceses i angleses, que foren criticades pel mateix Kavafis mitjançant cartes als seus traductors respectius.

## Kavafis a la cultura popular
Va ser E. M. Forster qui va divulgar a Europa la poesia de Kavafis. A l'estat espanyol, el començament del seu influx va venir mitjançant l'obra de Luis Cernuda i els seus seguidors i, a partir de llavors, va ser llegit amb fruïció, sobretot pels anomenats poetes novíssims, especialment José María Álvarez, poeta que va realitzar una de les primeres traduccions de la seva obra i, en la poesia del qual, a més, es reflecteix una acusada influència del poeta grec.
Kavafis va ser també una figura influent en l'obra del novel·lista britànic Lawrence Durrell, en El quartet d'Alexandria del qual, és una presència permanent. El seu poema Esperant els bàrbars va ser fonamental en la concepció de la novel·la homònima de l'escriptor sud-africà John Maxwell Coetzee.
La cultura catalana també ha acollit l'obra de Kavafis com un referent de pes. Segons D. Sam Abrams: "el va descobrir, com qui diu, Carles Riba en les seves ja llegendàries traduccions del 1962, només un any després de la també mítica versió anglesa de Rae Dalven amb pròleg d'Auden". Posteriorment, ens han arribat les traduccions integrals de Joan Ferraté (1975, 1976, 1978), Alexis Eudald Solà (1975, 1977) i Antoni Avellà i Bartomeu Garcés (1996).
Manuel Forcano va traduir Faros i Farelló, una evocació d'Alexandria de E. M. Forster, perquè els lectors catalans poguessin acostar-se més a l'univers de Kavafis. Forcano també va titular la seva antologia de Pinkhas Sadé El déu abandona David, per raons òbvies. Un dels millors poemes històrics de la poesia catalana contemporània, Dux a Tarraco d'Enric Sòria, és també de clara inspiració kavafiana. El conte Nit de 1911, inspirat en Kavafis, és l'obra mestra de la narrativa breu de Maria Àngels Anglada. Podem rastrejar la presència de la influència de Kavafis en altres poetes actuals com Francesc Parcerisas, Joan Margarit, Llorenç Vidal, Carles Miralles, Ponç Pons, Antoni Vidal Ferrando o Pere Rovira.
En el terreny musical, Lluís Llach popularitzà l'obra de Kavafis mitjançant les cançons Viatge a Ítaca i A la taverna del mar. Josep Tero ha dut Kavafis per tot el territori a partir de cançons, discos i espectacles.